# لانگ آیلند
لانگ‌آیلند (به انگلیسی: Long Island، به معنای «جزیرهٔ دراز») نام جزیره و قسمتی از ایالت نیویورک می‌باشد که در انتهای شرقی شهر نیویورک قرار گرفته‌است.
این جزیره ۷٬۴۵۰٬۰۰۰ نفر جمعیت دارد و ۱۹۰ کیلومتر طول دارد.
محلات بروکلین و کویینز در این جزیره قرار دارند.

## مراکز علمی-فرهنگی
از دانشگاه‌های این منطقه از نیویورک می‌توان دانشگاه هوفسترا، دانشگاه آدلفی، و دانشگاه ستونی بروکز را نام برد.

## نگارخانه

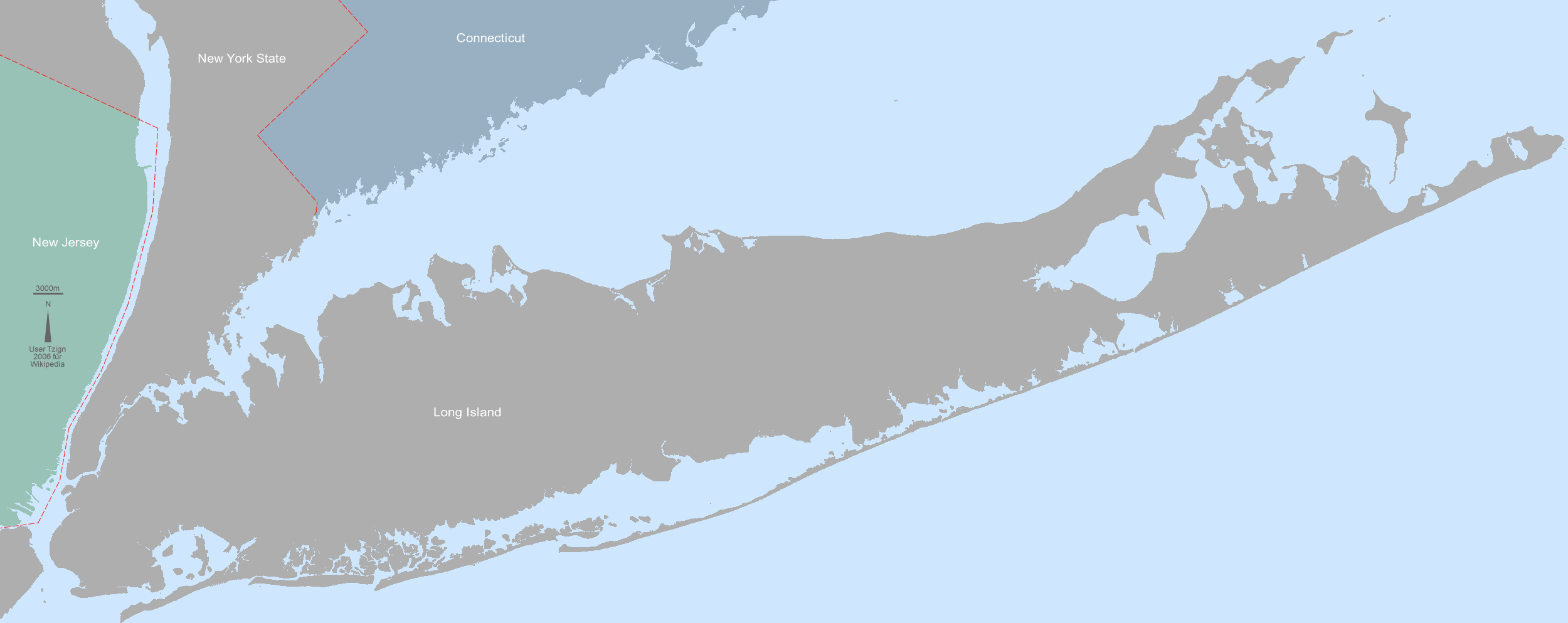
نقشه لانگ آیلاند
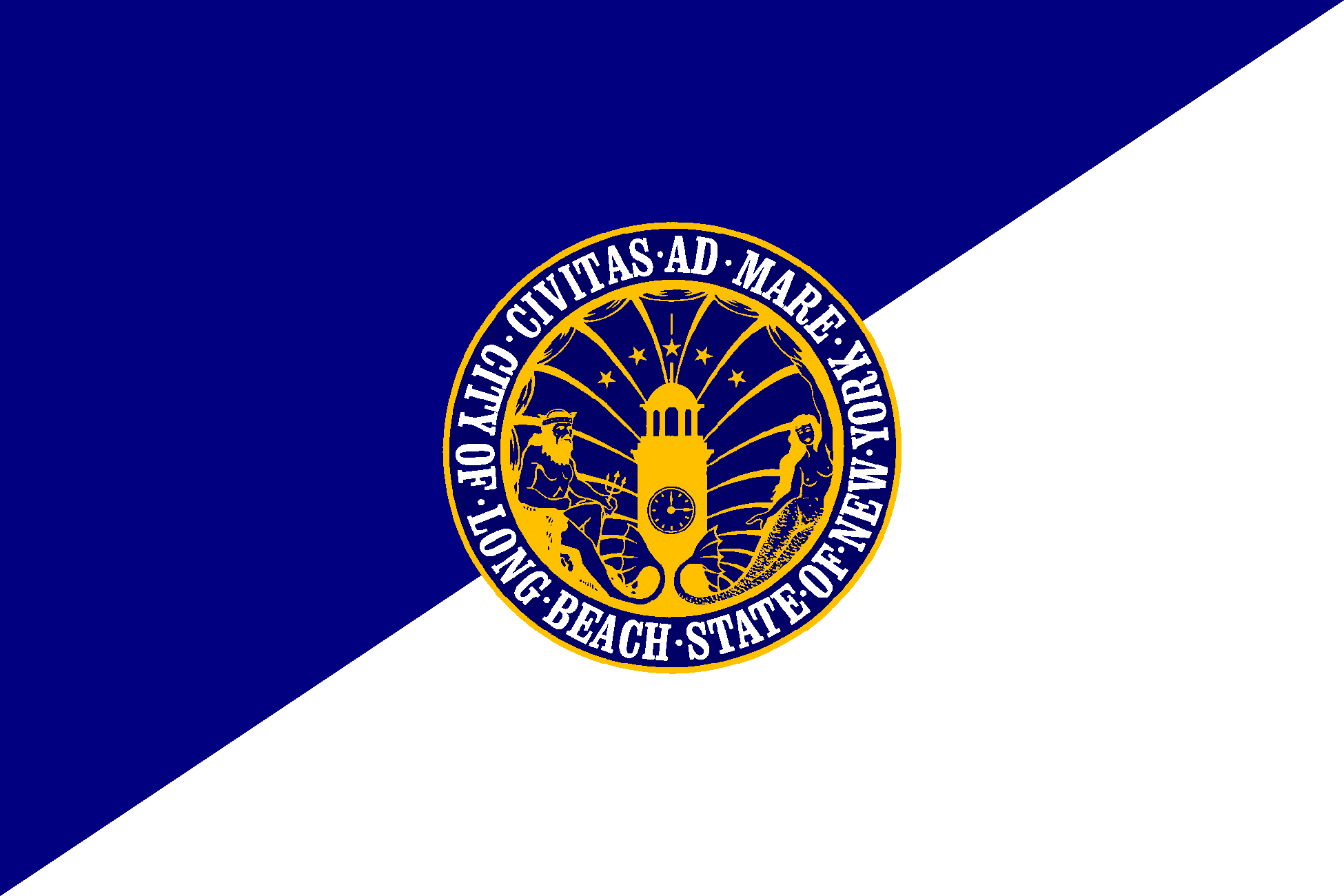
پرچم لانگ آیلند
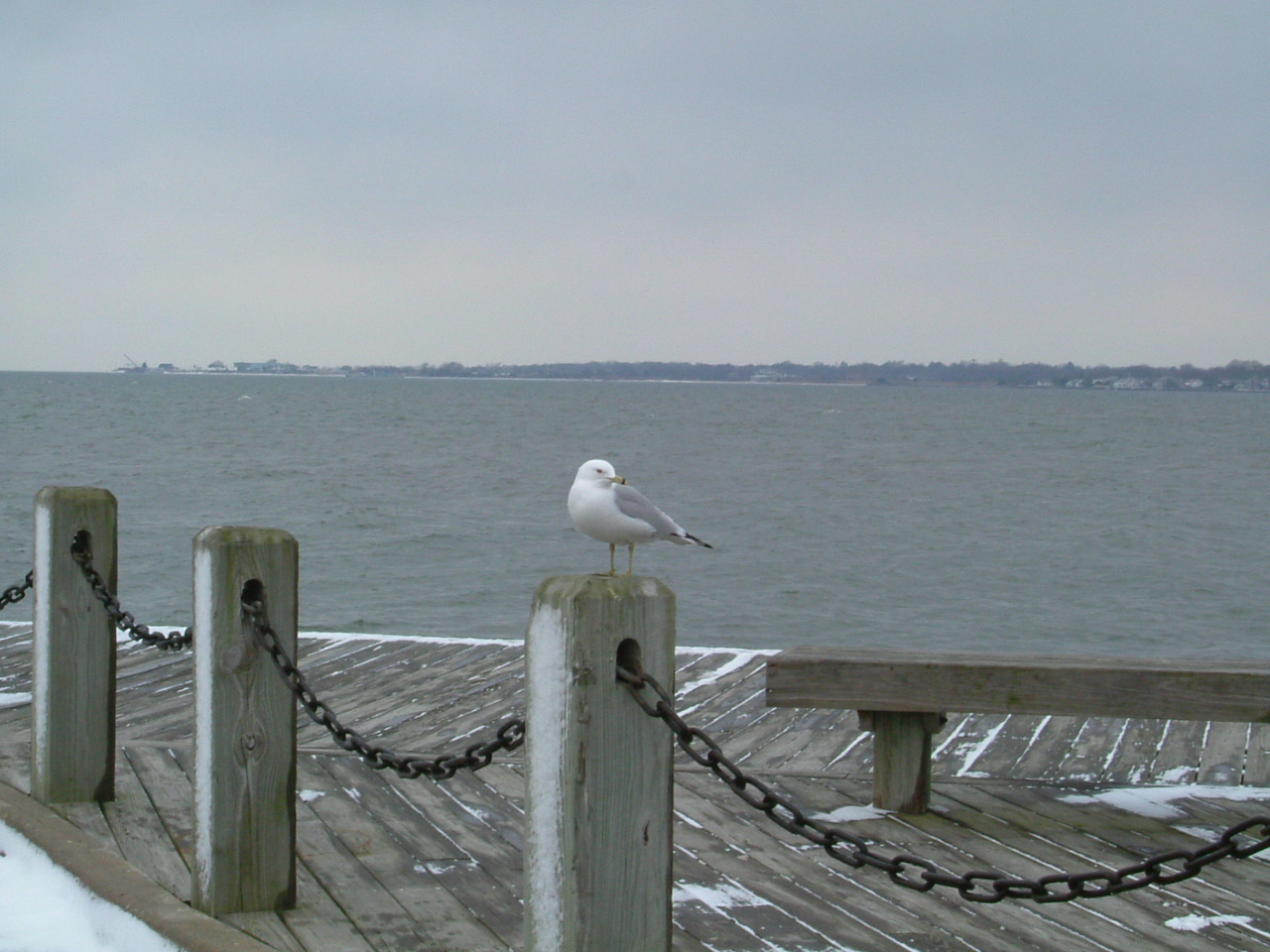
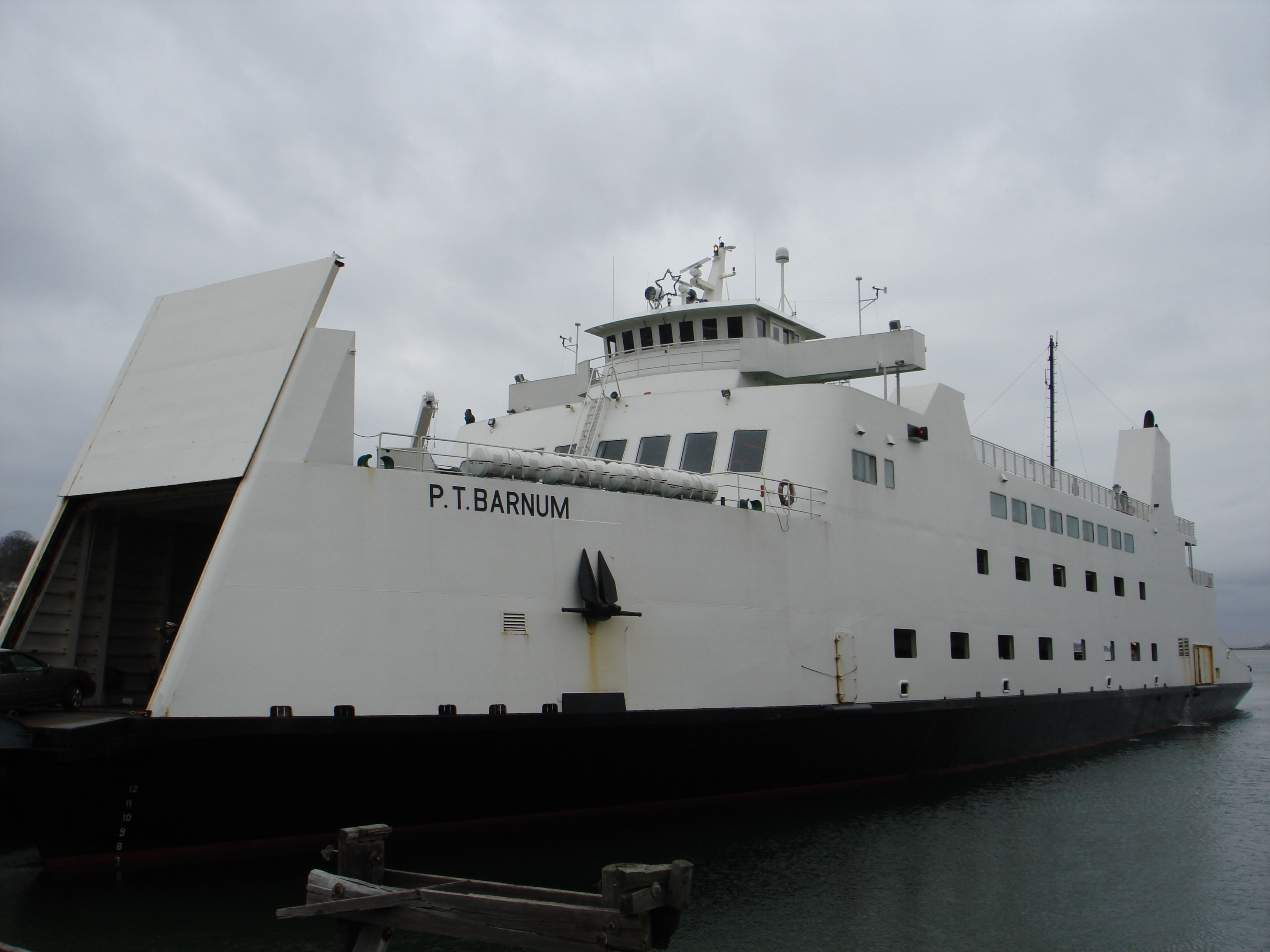
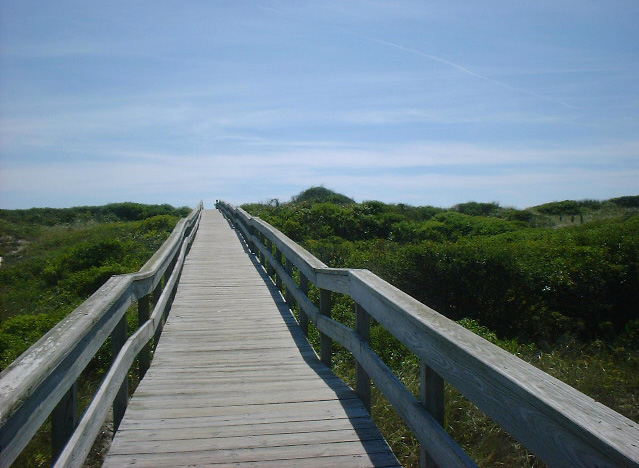
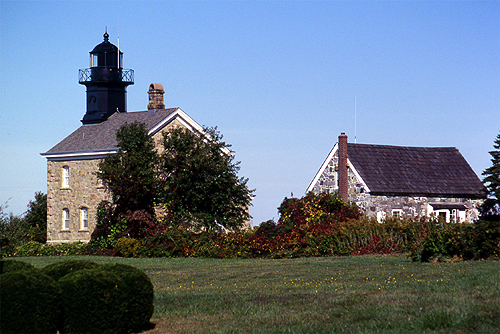
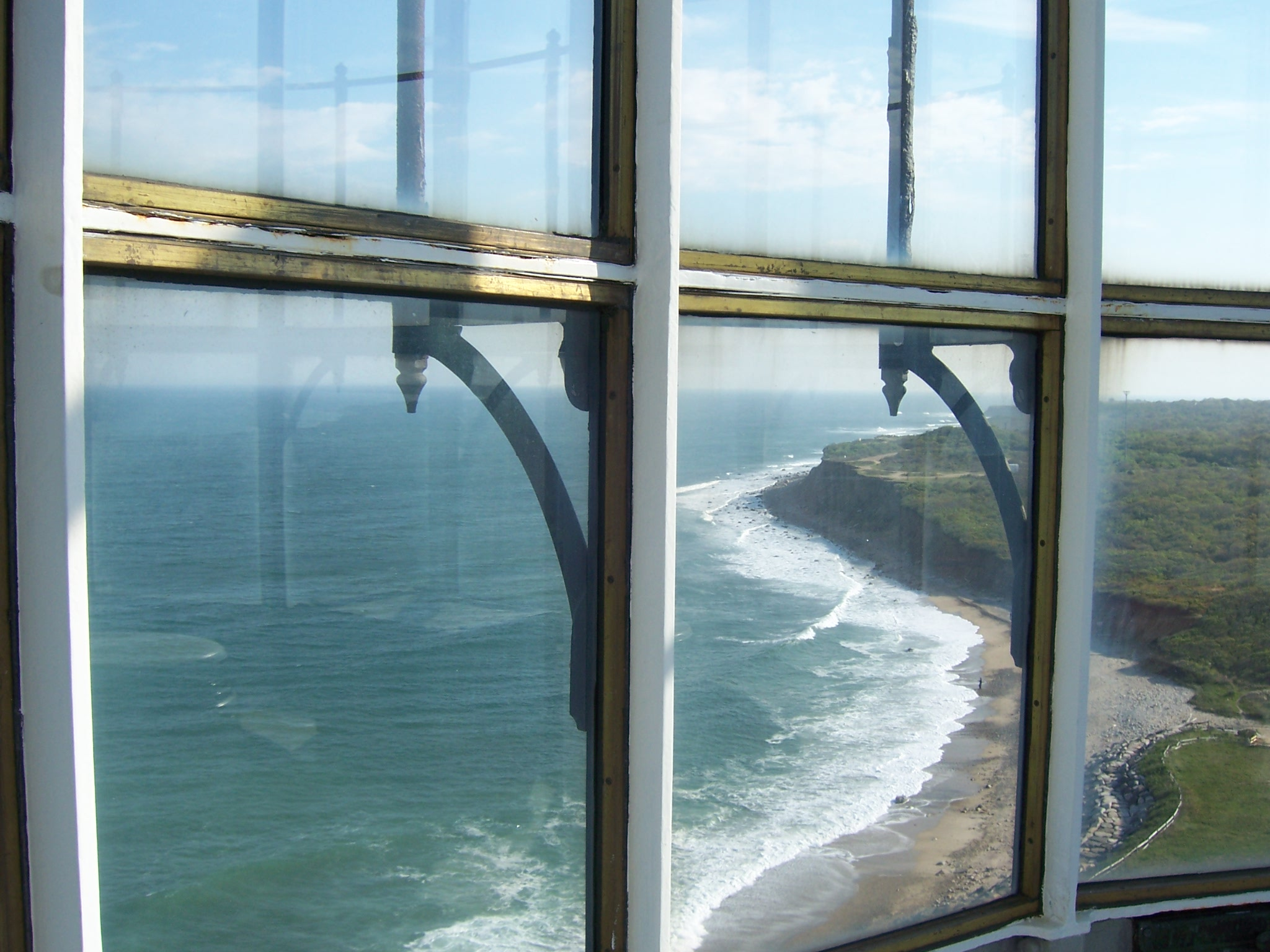
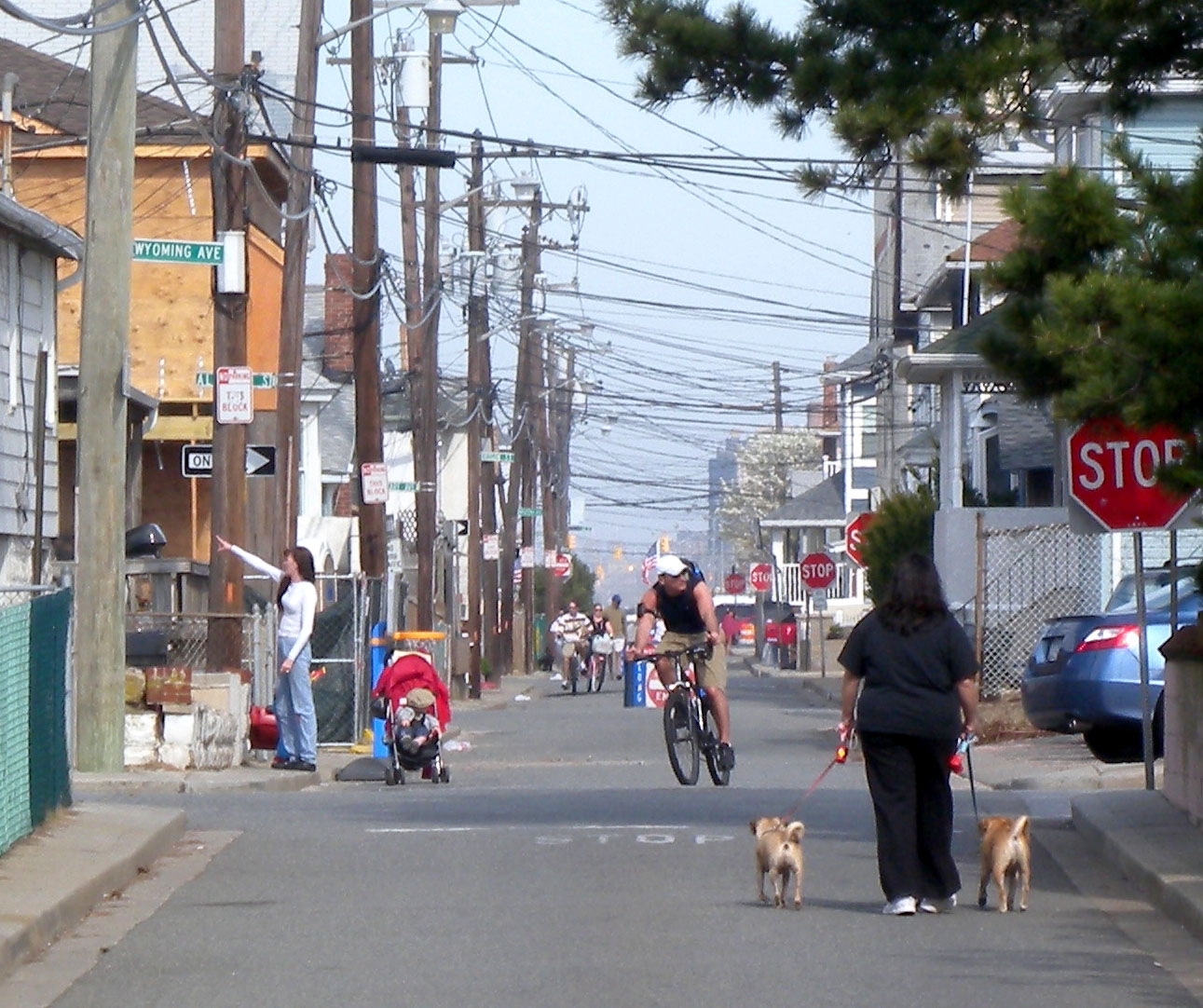
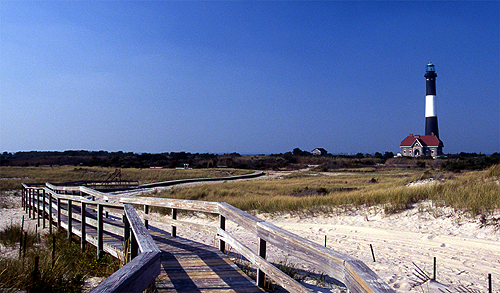
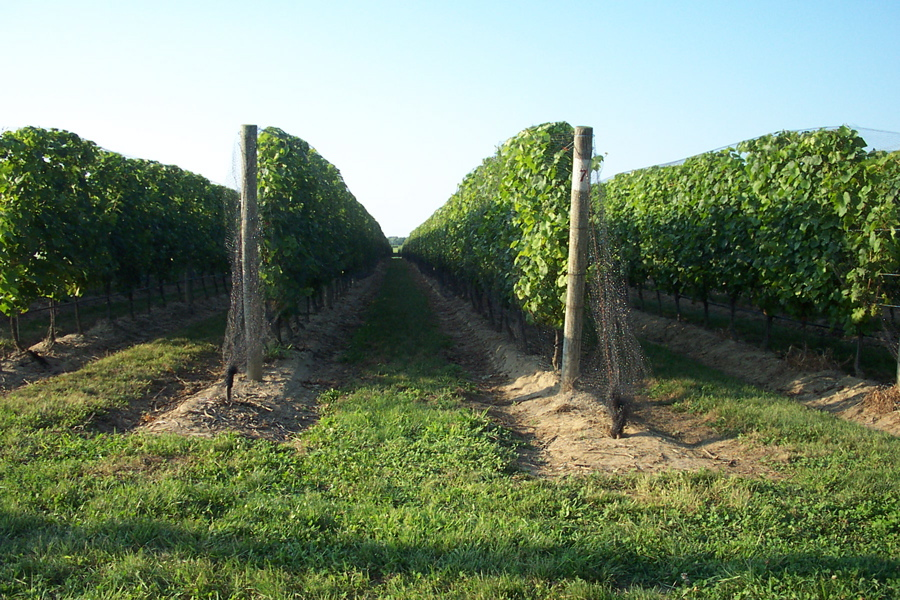
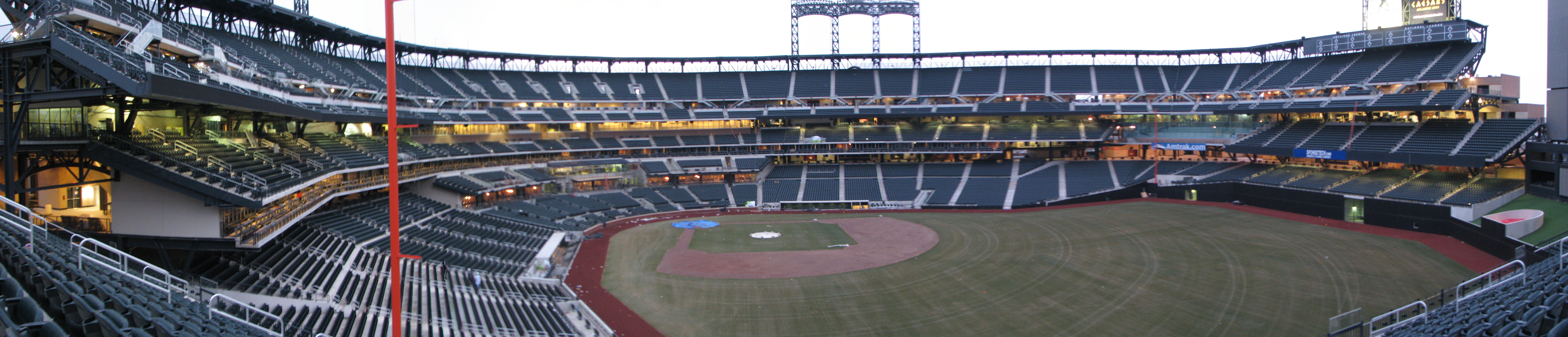
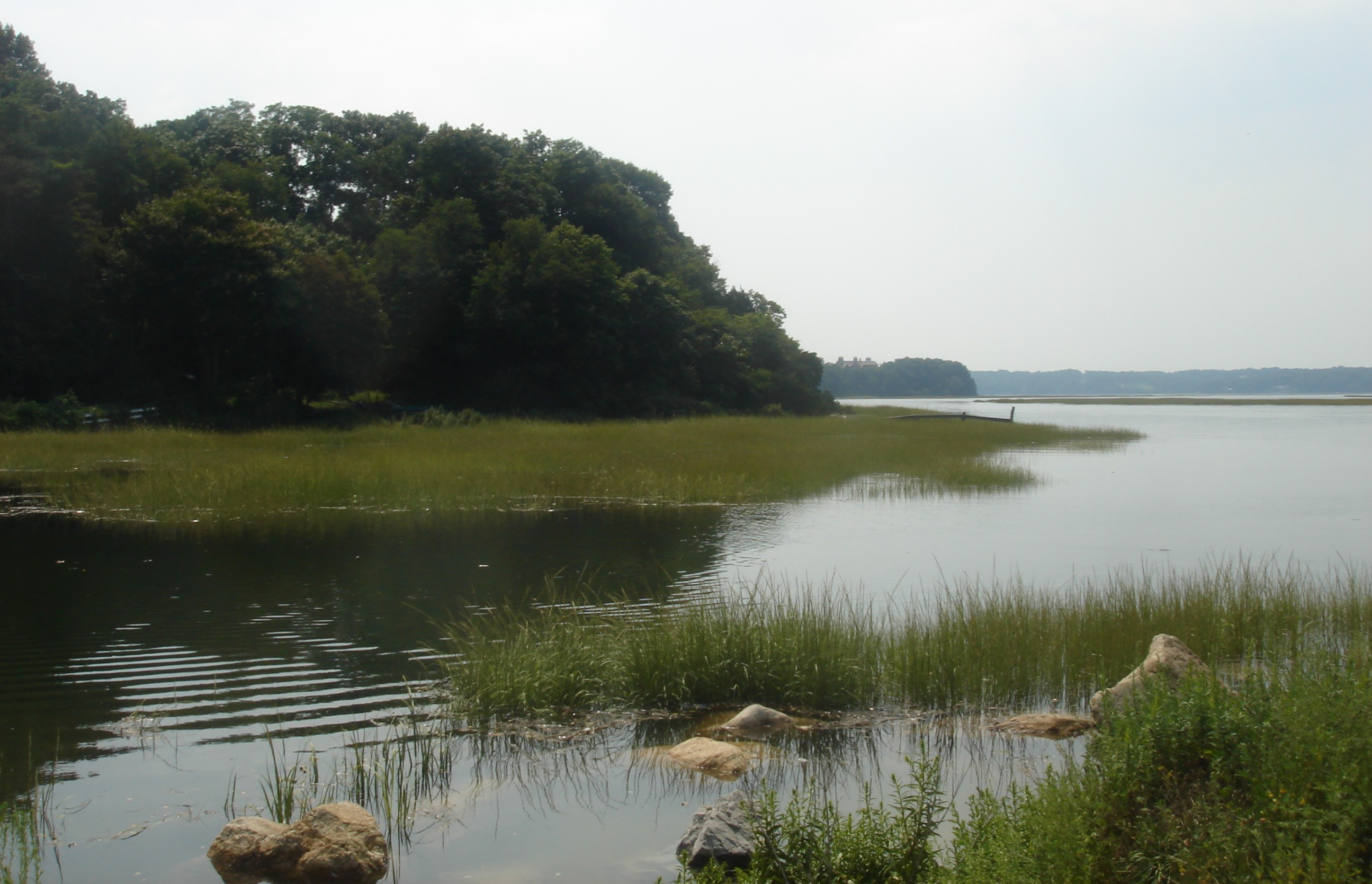
استونی بروک، نیویورک
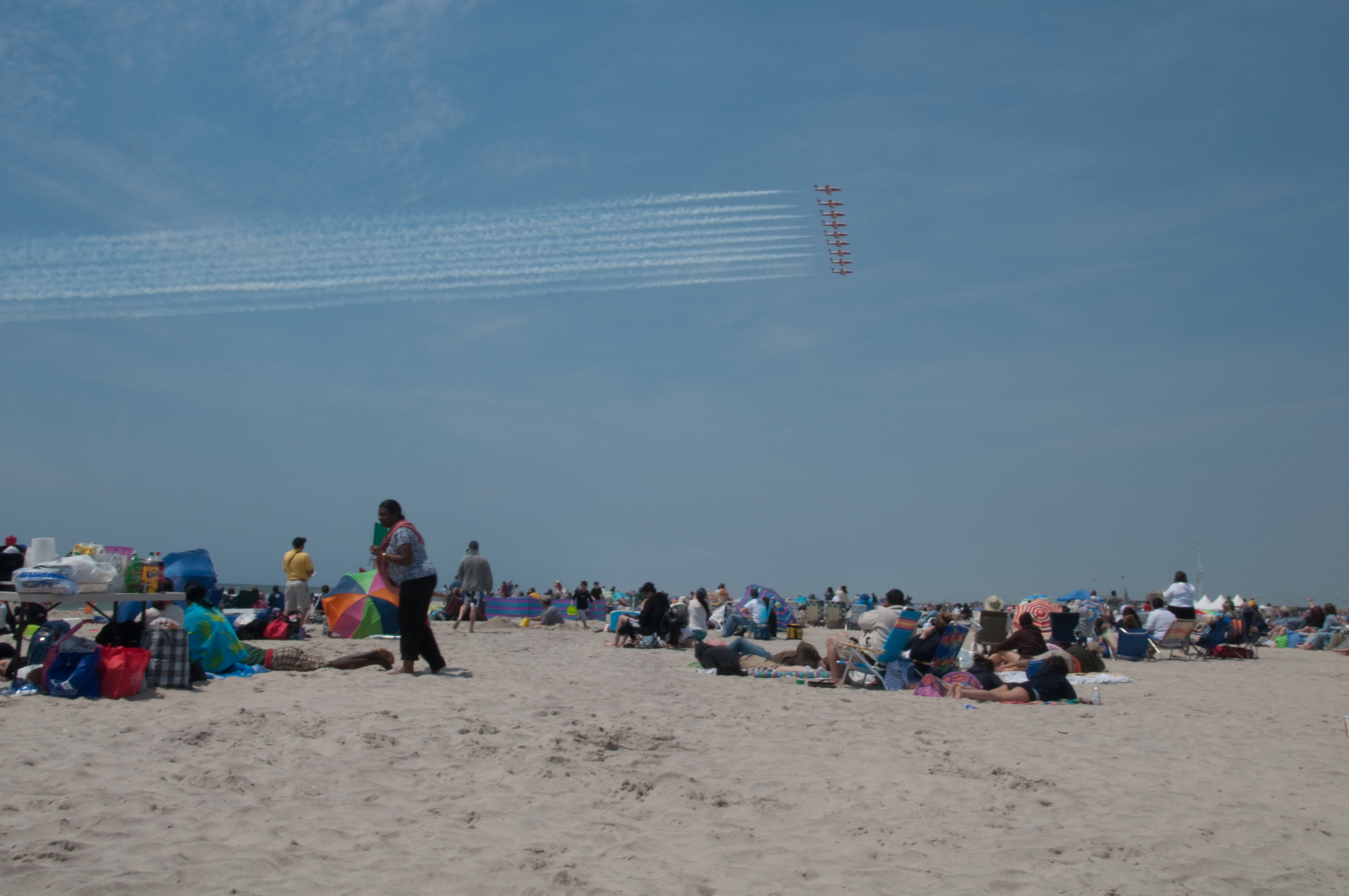
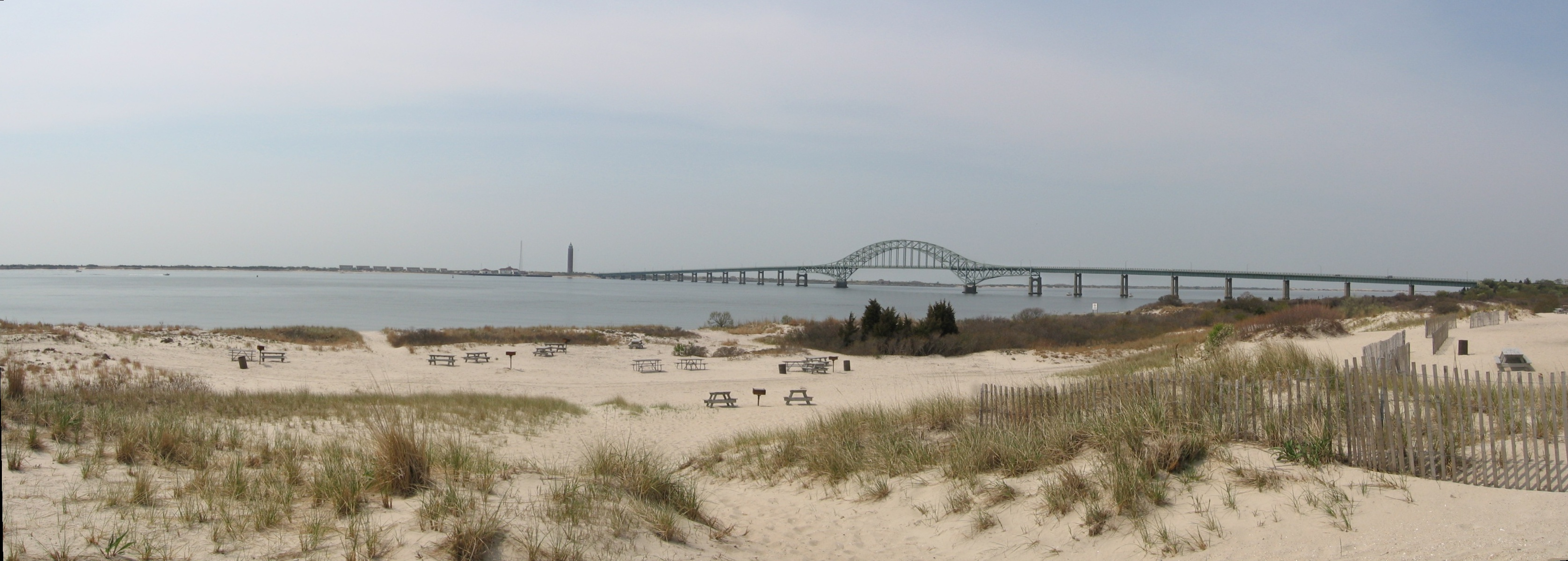
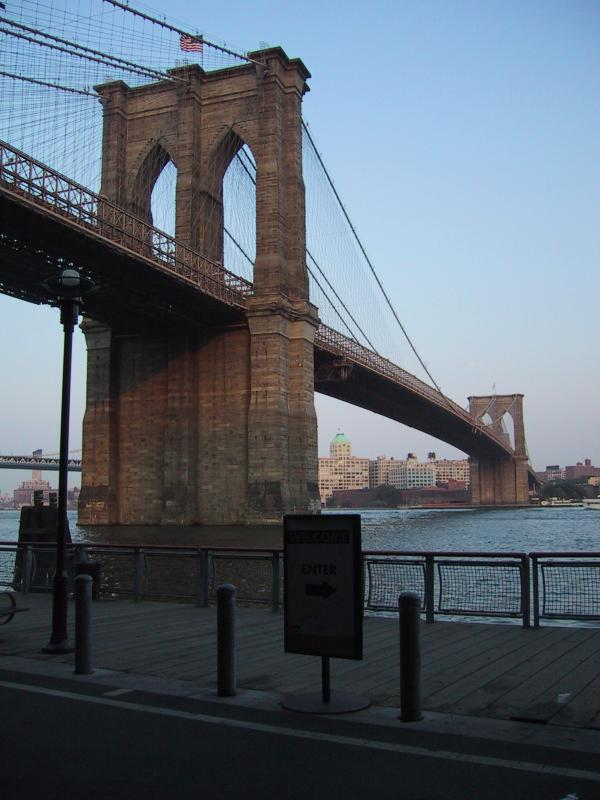
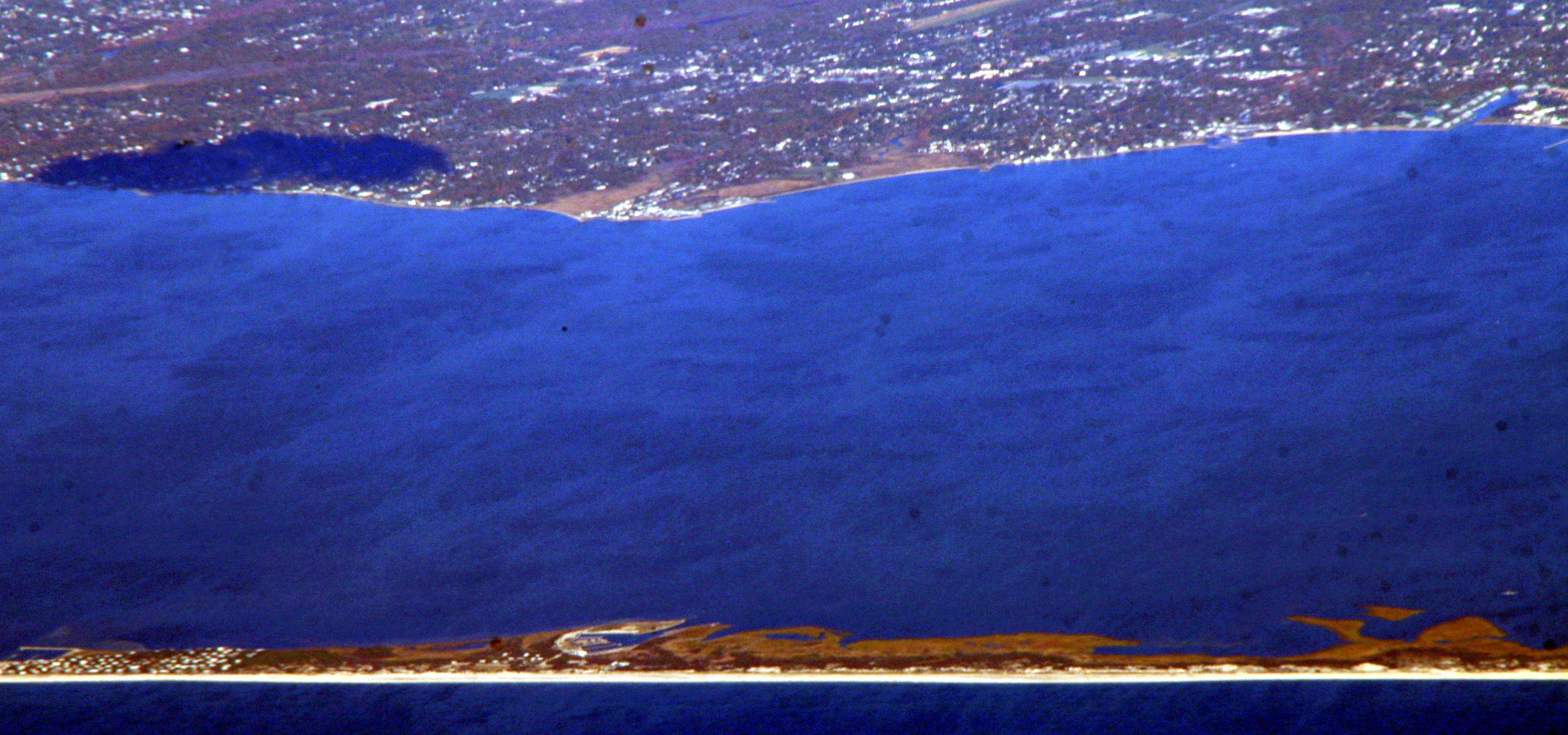
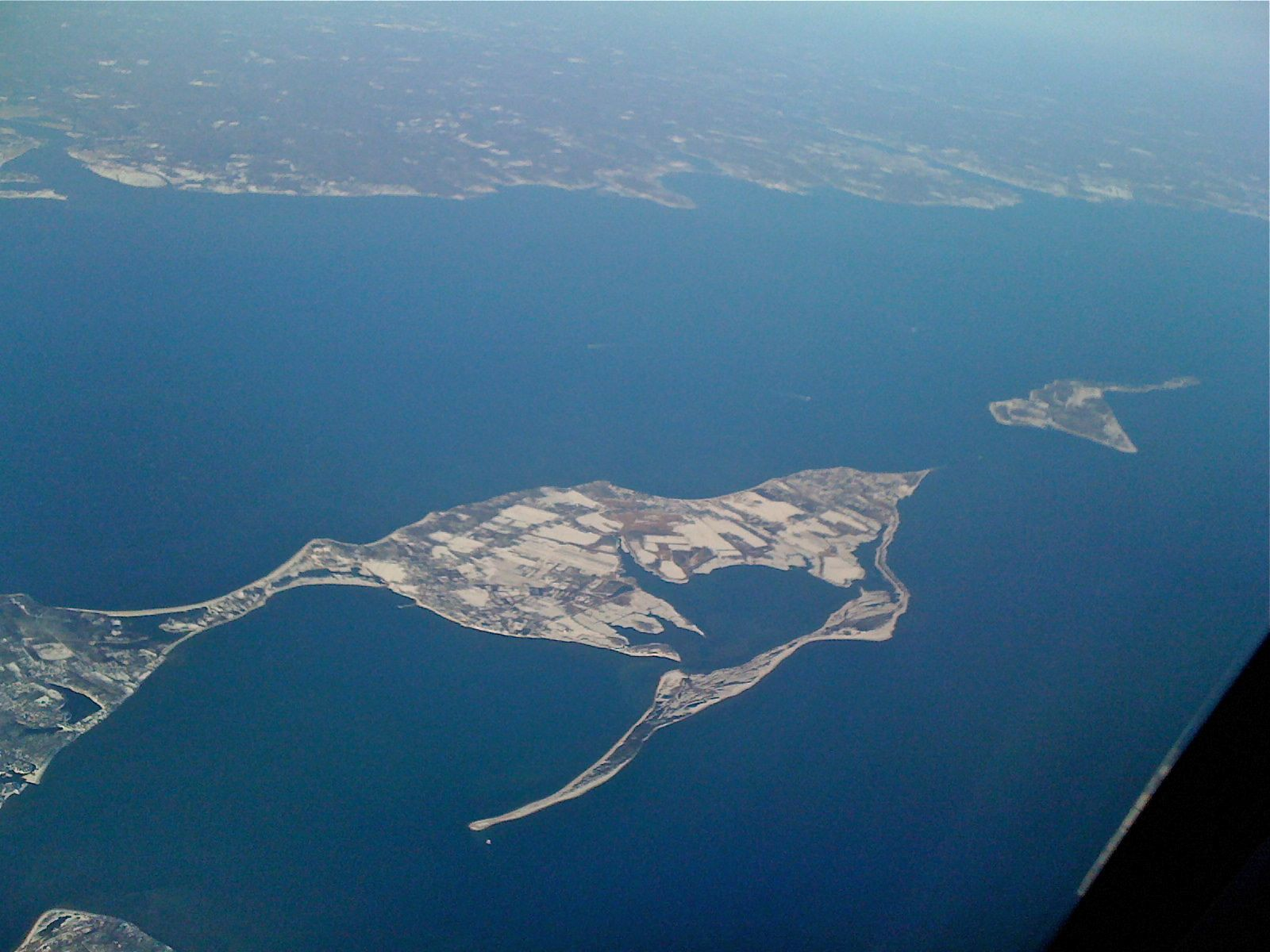
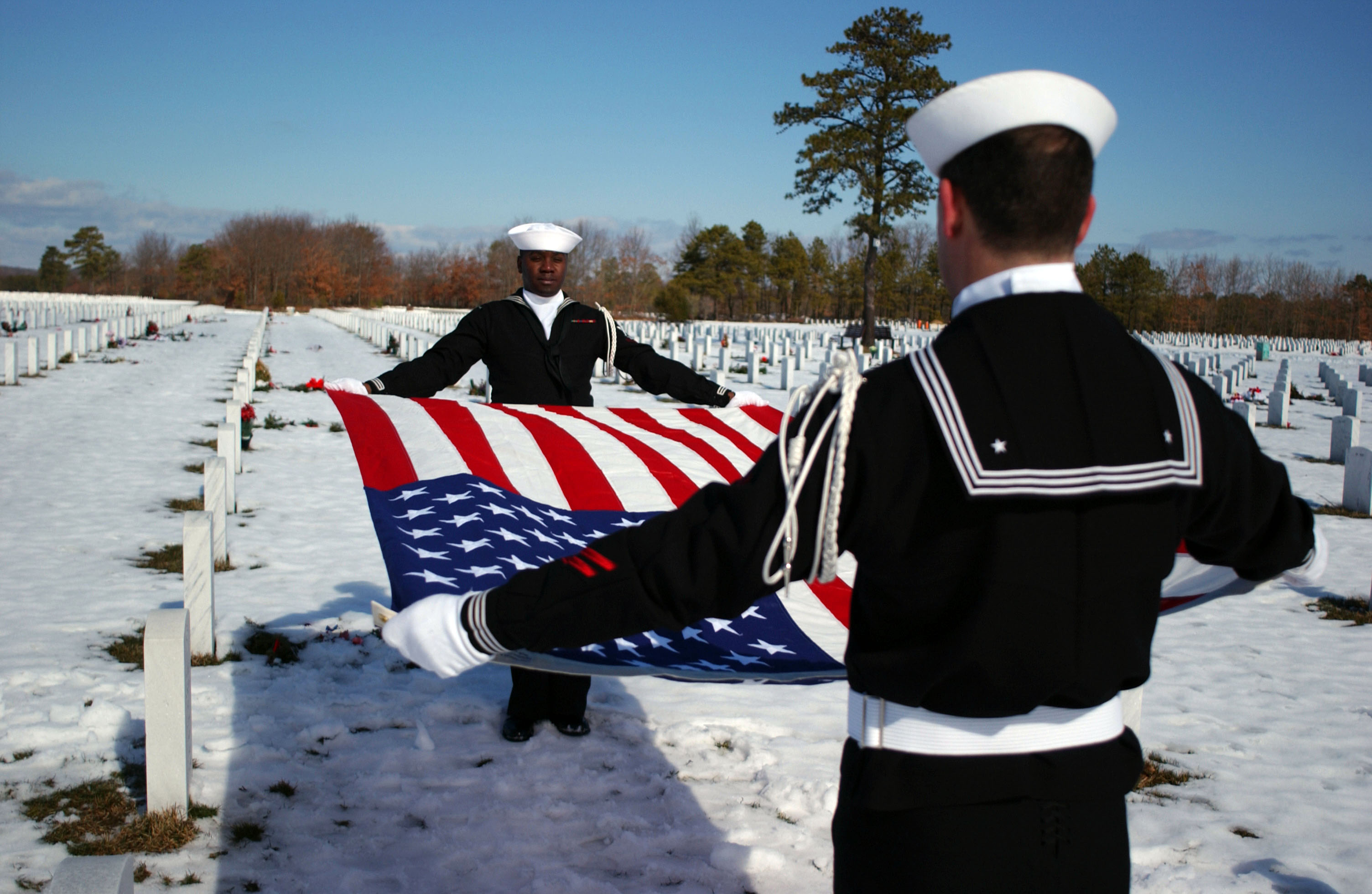
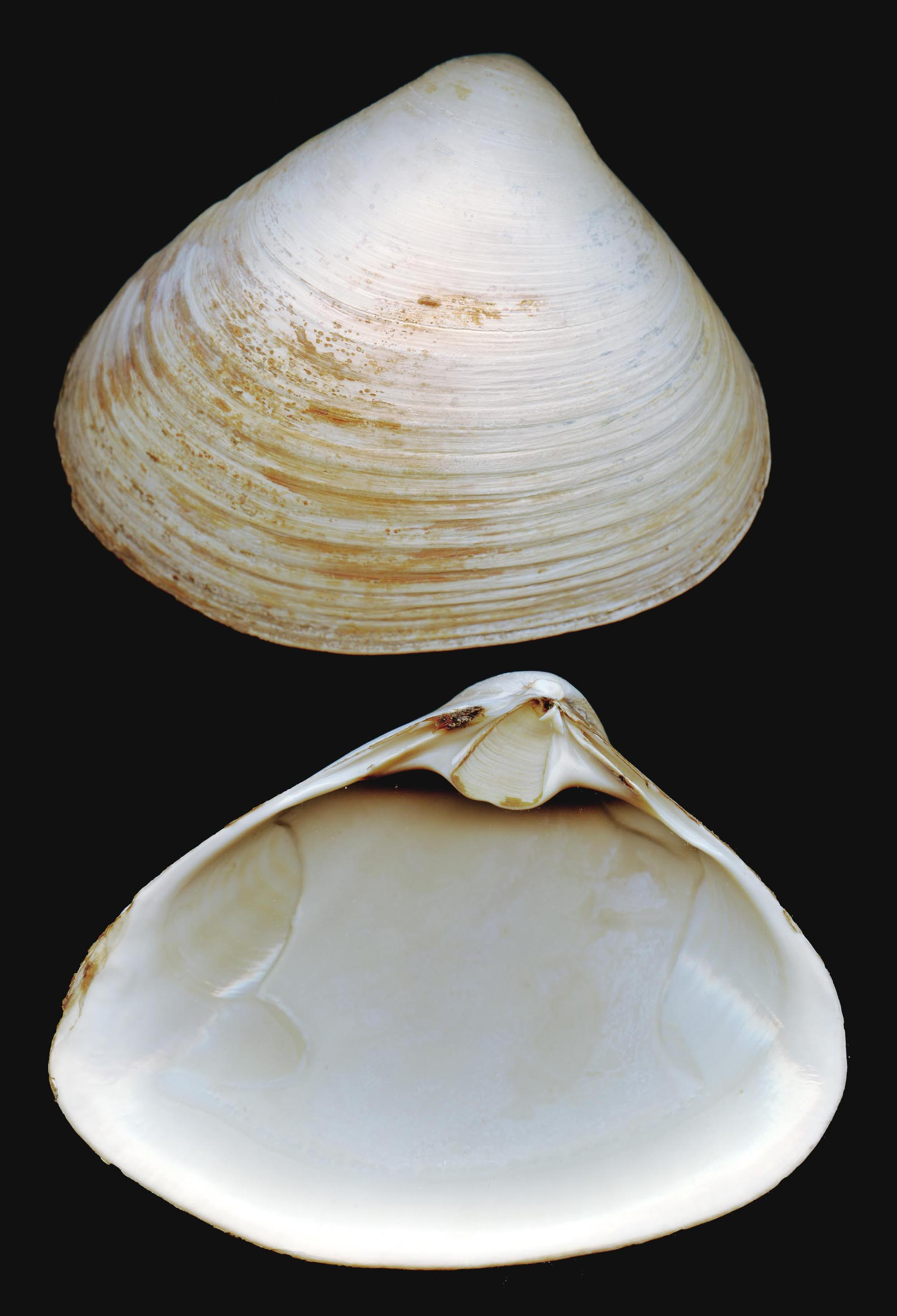
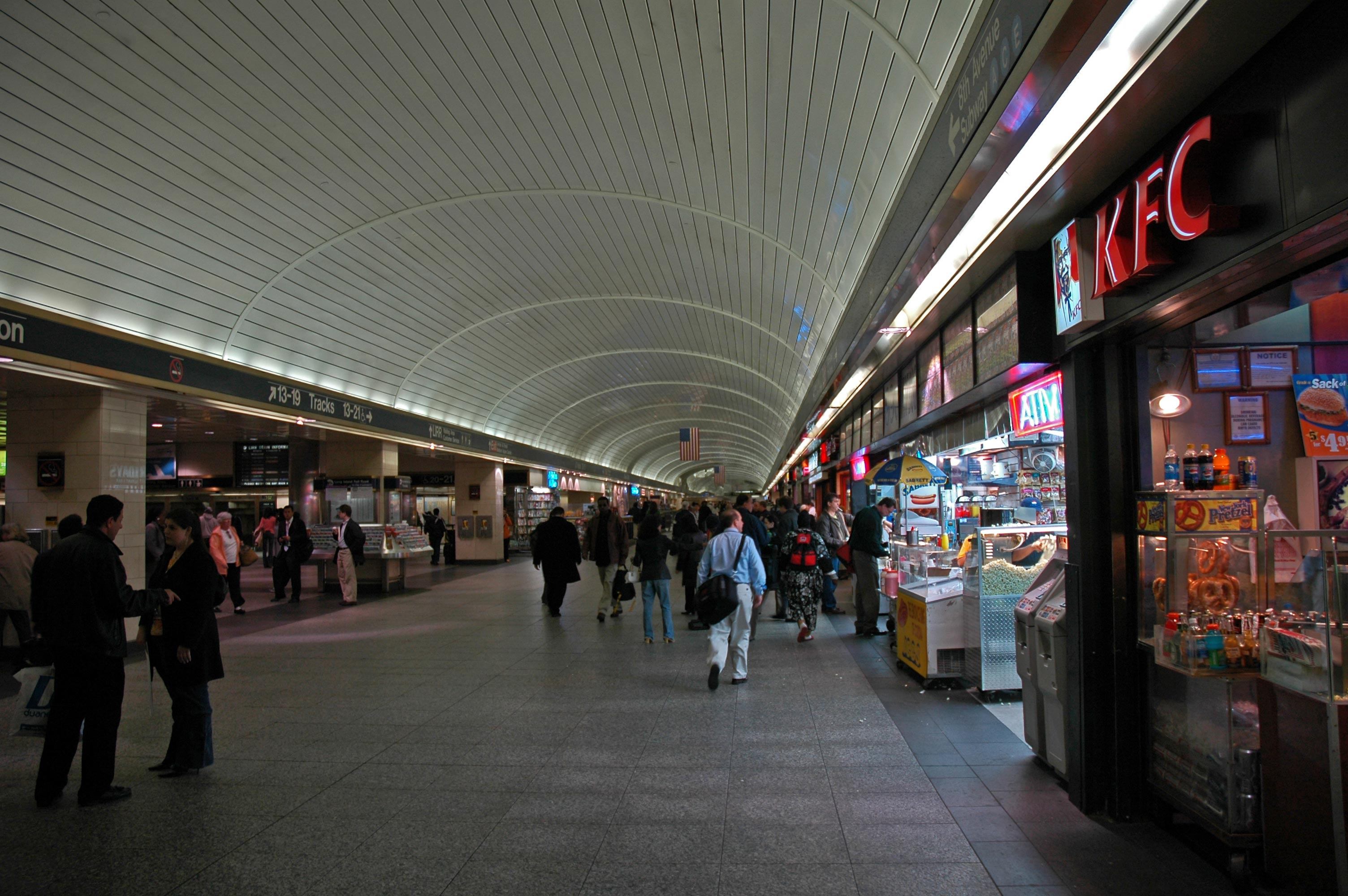
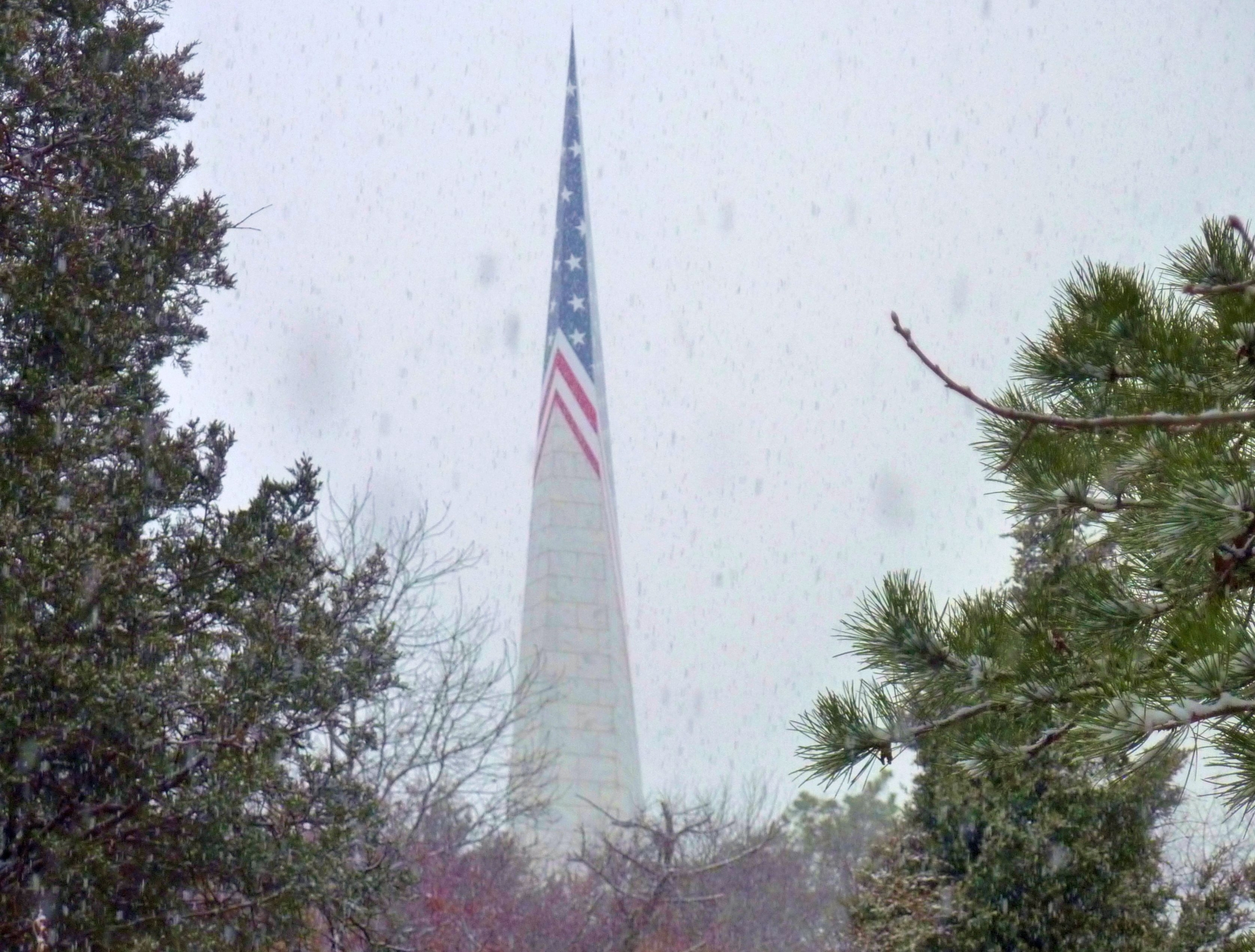
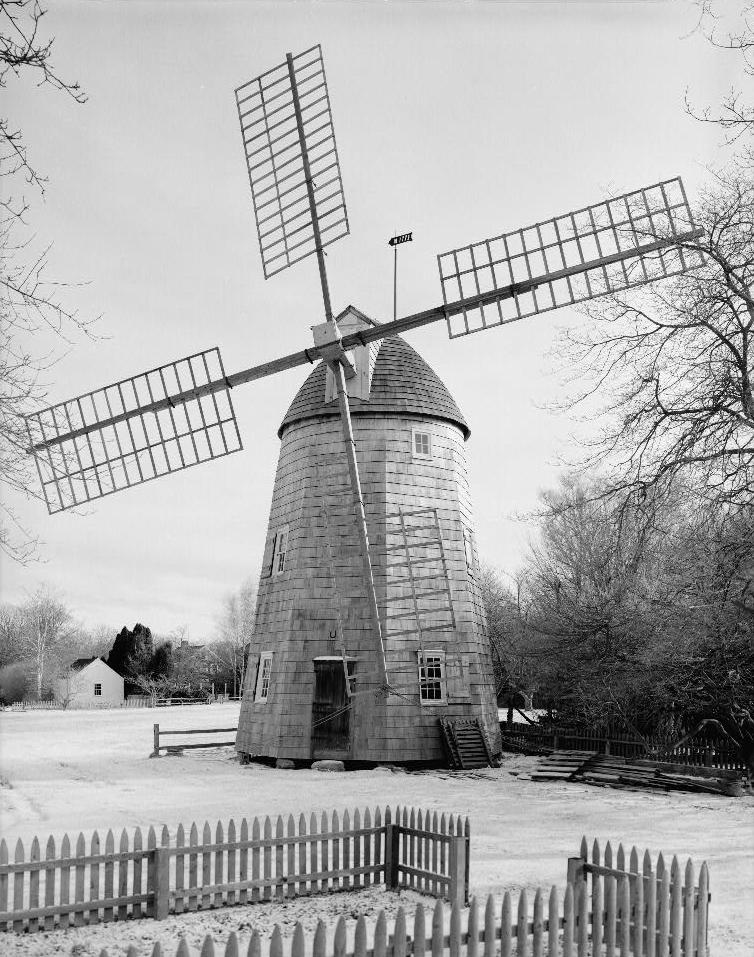
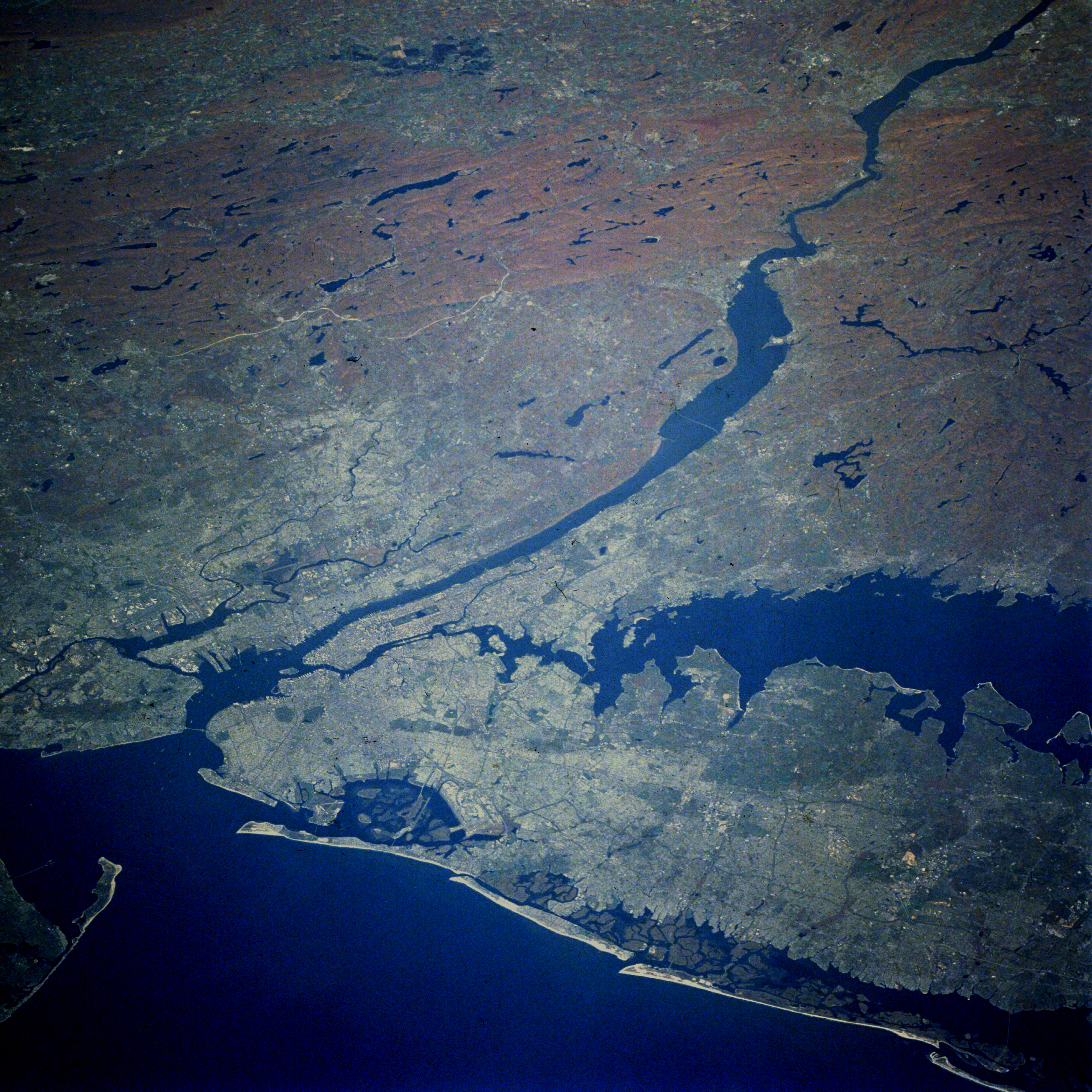